# مزدوجات الخطم
مزدوجات الخطم (الاسم العلمي:Amphirhina) هي حيوانات تصنف حسب تطور السلالات داخل شعيبة الفقريات. وهي معروفة بالاسم الأكثر شيوعا الفكيات وتوصف بأن لها غرف أنفية مزدوجة أو منخرين، وفكين. الفرع الموازي في هذا النظام هو أصنوفة أحاديات الخطم (أكثر شيوعا لافكيات) التي تمتلك أنف واحد وفم دائري دون فكي. آذان جميع الحيوانات داخل أصنوفة مزدوجات الخطم تمتلك ثلاث قنوات نصف دائرية.